# 5. grenadirski polk (Italija)
5. grenadirski polk Granatieri di Lombardia je bil grenadirski polk, ki je deloval v sestavi Kraljeve sardinske in Kraljeve italijanske kopenske vojske.

## Zgodovina
Polk je bil preoblikovan v 74. pehotni polk Lombardia.